# Club Atlético River Plate (futsal)

Primer equipo de River Plate.

Actualmente jugando en la Primera División del Campeonato de Futsal. 

En el 2013, el club alcanzó el tercer puesto en la Copa Libertadores de fútbol sala que se disputó en Uruguay al vencer por 7-3 al Club Cnel. Pablo Rojas, mientras que Lucas Francini fue elegido como el mejor jugador de la copa.

El 23 de diciembre de 2016, River se consagra campeón de la Copa Argentina de Futsal al vencer en la final a Independiente por 1-0, el gol fue marcado por Nicolás Rolón.
Al año siguiente, River se consagraría campeón de la edición de la Copa Argentina de Futsal venciendo en la final a Villa la Ñata y lograría el bicampeonato.
Además, fue campeón tres veces del Campeonato de Futsal AFA (1991, Clausura 2002 y Apertura 2003).
El 12 de octubre de 2019 desciende por primera vez a segunda división del futsal de AFA, tras su derrota 5-1 ante América del Sud, al terminar último en la tabla de posiciones.
River empezó la temporada siendo dirigido por Alejandro Pérez, luego reemplazado por los hermanos Agustín y Matías Sansone (que dirigían la Tercera) y en el tramo final por Emiliano Scocchera.
En 2020 disputó la Primera B donde logró avanzar a la fase final por los 2 ascenso, pero fue eliminado en cuartos de final por Nueva Chicago, condenandolo a otra temporada más en la “B”, siendo su segundo peor año de su historia.

## Jugadores
El club tiene un constante aporte de juveniles y mayores para las Selecciones Nacionales de futsal.
Se destaca una formación de jugadores para llegar listos a las categorías de competencia de AFA, con entrenadores y coordinadores aptos para las diferentes etapas de su desarrollo. 
Es uno de los principales semilleros del futsal argentino. El mejor jugador argentino de la historia y actual DT de la Selección Argentina Matías Lucuix, es uno de los principales ejemplos. Sergio  Gómez , alias el mudo , fue otro de los grandes jugadores que tuvo el club millonario, pero su carrera fue corta por temas extra futbolísticos, algunos dicen que lo vieron hacer con la pelota lo que nadie hizo jamás. También el DT campeón del mundo Diego Giustozzi jugó en River y está muy identificado, aunque surgió en Lugano. El capitán campeón del mundo Fernando Wilhelm fue campeón con River en el 2002 y en el 2003. Otro ejemplo es Nacho Caviglia que hizo las Inferiores en el Más Grande, debutó en Primera y a fines de 2006 emigró a Europa donde jugó en el Palermo de Italia, Napoli Vesevo y Marcianise. Tuvo un breve regreso al país para jugar en 17 de agosto y regresó al Viejo Continente, donde actuó en Reale Cartagena, Bisceglie y futsal Isola.

## Femenino
En cuanto al futsal femenino, tiene una competencia de primer nivel en el ámbito de la Primera División.
Un dominio de las Divisiones Inferiores, siendo la Quinta División campeona anual absoluta.
En las categorías de Cuarta y Tercera División se lograron campeonatos, en varias ocasiones de forma consecutiva.

## Palmarés

### Torneos Nacionales (3)
| Competición                | Títulos                              | Subcampeonatos |
| -------------------------- | ------------------------------------ | -------------- |
| Campeonato de Futsal (3/0) | 1991, Clausura 2002 y Apertura 2003. |                |
| Segunda División (1/1)     | 2024.                                | 2022.          |

- Tercer puesto en la Copa Libertadores de fútbol sala: 2013

### Copas Nacionales (4)
| Competición                         | Títulos      | Subcampeonatos |
| ----------------------------------- | ------------ | -------------- |
| Copa Argentina de Futsal (2/0)      | 2016 y 2017. |                |
| Copa Nacional Benito Pujol (2/0)    | 2002 y 2003. |                |
| Supercopa Argentina de Futsal (0/1) |              | 2025.          |

### Torneos de divisiones inferiores Masculino
| Competición                      | Títulos | Subcampeonatos |
| -------------------------------- | ------- | -------------- |
| Torneo de Reserva                |         |                |
| Cuarta división (hasta 20 años)  |         |                |
| Quinta división (hasta 18 años)  | 2016.   |                |
| Sexta división (hasta 17 años)   |         |                |
| Séptima división (hasta 16 años) | 2015.   |                |
| Octava división (hasta 15 años)  |         |                |
| Novena división (hasta 14 años)  |         |                |

### Torneos de divisiones inferiores Femenino
| Competición                      | Títulos                           | Subcampeonatos |
| -------------------------------- | --------------------------------- | -------------- |
| Torneo de Reserva                |                                   |                |
| Tercera división                 | 2016, Clausura 2017, 2018 y 2019. |                |
| Cuarta división (hasta 20 años)  | 2014, 2015 y Clausura 2017.       | 2018.          |
| Quinta división (hasta 18 años)  | Clausura 2019 y Apertura 2019.    |                |
| Sexta división (hasta 17 años)   |                                   | 2015.          |
| Séptima división (hasta 16 años) |                                   |                |
| Octava división (hasta 15 años)  |                                   |                |
| Novena división (hasta 14 años)  |                                   |                |

## Datos del club
- Temporadas en Primera División: 34 (1986 a 2019 — 2025)
- Temporadas en Primera B: 5 (2020 a 2024)